# Dyschimus longinquus
Dyschimus longinquus är en nattsländeart som beskrevs av Gibbs 1973. Dyschimus longinquus ingår i släktet Dyschimus och familjen Pisuliidae. Inga underarter finns listade i Catalogue of Life.